# Tournoi qualificatif aux Masters de snooker
| \| Glasgow Édimbourg Malvern Mansfield Prestatyn Sheffield \| Sites du tournoi |
| Glasgow Édimbourg Malvern Mansfield Prestatyn Sheffield                        |

Le tournoi qualificatif aux Masters de snooker  est un tournoi de snooker professionnel créé en 1990 et disparu en 2009. Chaque année, le vainqueur obtient une qualification automatique pour les Masters, l'une des trois épreuves de la triple couronne. 

## Histoire
Lors des Masters 1990, deux invitations sont données par les organisateurs. Pour l'édition suivante, la WPBSA décide d'en octroyer une au vainqueur du championnat Benson & Hedges. Organisé à Glasgow, ce championnat est remporté pour la première fois par Alan McManus. Il ne compte pas pour le classement mondial à l'exception de l'édition 1992 où il a le statut de tournoi classé mineur et octroie à ce titre 10% des points d'un tournoi classé.
À la suite de la mise en place au Royaume-Uni de restrictions sur la publicité liée au tabac, le championnat est renommé tournoi qualificatif aux Masters en 2003, jusqu'à sa dernière édition en 2009. Stuart Bingham est le seul joueur à s'être imposé à deux reprises, en 2005 et 2006.
Cinq breaks maximums ont été réalisés lors de ce tournoi :  Karl Burrows en 1999 ; David McLellan en 2000 ; Shaun Murphy en 2001 ; Tony Drago en 2002 et Stuart Bingham en 2005.

## Palmarès
| Année                                         | Lieu                                     | Vainqueur                                | Finaliste                                | Score                                    | Saison                                   |
| Championnat Benson & Hedges (non classé)      | Championnat Benson & Hedges (non classé) | Championnat Benson & Hedges (non classé) | Championnat Benson & Hedges (non classé) | Championnat Benson & Hedges (non classé) | Championnat Benson & Hedges (non classé) |
| --------------------------------------------- | ---------------------------------------- | ---------------------------------------- | ---------------------------------------- | ---------------------------------------- | ---------------------------------------- |
| 1990                                          | Glasgow                                  | Alan McManus                             | James Wattana                            | 9-5                                      | 1990-1991                                |
| 1991                                          | Glasgow                                  | Ken Doherty                              | Darren Morgan                            | 9-3                                      | 1991-1992                                |
| Championnat Benson & Hedges (classé mineur)   |                                          |                                          |                                          |                                          |                                          |
| 1992                                          | Glasgow                                  | Chris Small                              | Alan McManus                             | 9-1                                      | 1992-1993                                |
| Championnat Benson & Hedges (non classé)      |                                          |                                          |                                          |                                          |                                          |
| 1993                                          | Glasgow                                  | Ronnie O'Sullivan                        | John Lardner                             | 9-6                                      | 1993-1994                                |
| 1994                                          | Édimbourg                                | Mark William                             | Rod Lawler                               | 9-5                                      | 1994-1995                                |
| 1995                                          | Édimbourg                                | Matthew Stevens                          | Paul McPhillips                          | 9-3                                      | 1994-1995                                |
| 1996                                          | Édimbourg                                | Brian Morgan                             | Drew Henry                               | 9-8                                      | 1996-1997                                |
| 1997                                          | Malvern                                  | Andy Hicks                               | Paul Davies                              | 9-6                                      | 1997-1998                                |
| 1998                                          | Malvern                                  | David Gray                               | Dave Harold                              | 9-6                                      | 1998-1999                                |
| 1999                                          | Malvern                                  | Ali Carter                               | Simon Bedford                            | 9-4                                      | 1999-2000                                |
| 2000                                          | Malvern                                  | Shaun Murphy                             | Stuart Bingham                           | 9-7                                      | 2000-2001                                |
| 2001                                          | Mansfield                                | Ryan Day                                 | Hugh Abernethy                           | 9-5                                      | 2001-2002                                |
| 2002                                          | Mansfield                                | Mark Davis                               | Mehmet Husnu                             | 9-6                                      | 2002-2003                                |
| Tournoi qualificatif aux Masters (non classé) |                                          |                                          |                                          |                                          |                                          |
| 2003                                          | Prestatyn                                | Neil Robertson                           | Dominic Dale                             | 6-5                                      | 2003-2004                                |
| 2005                                          | Prestatyn                                | Stuart Bingham                           | Ali Carter                               | 6-3                                      | 2005-2006                                |
| 2006                                          | Sheffield                                | Stuart Bingham (2)                       | Mark Selby                               | 6-2                                      | 2006-2007                                |
| 2007                                          | Sheffield                                | Barry Hawkins                            | Kurt Maflin                              | 6-4                                      | 2007-2008                                |
| 2008                                          | Sheffield                                | Judd Trump                               | Mark Joyce                               | 6-1                                      | 2008-2009                                |
| 2009                                          | Prestatyn                                | Rory McLeod                              | Andrew Higginson                         | 6-1                                      | 2009-2010                                |

## Bilan par pays
| Pays           | Joueurs | Total | Premier titre | Dernier titre |
| -------------- | ------- | ----- | ------------- | ------------- |
| Angleterre     | 10      | 11    | 1990          | 1992          |
| Pays de Galles | 3       | 3     | 1993          | 2008          |
| Écosse         | 2       | 2     | 1990          | 1992          |
| Irlande        | 1       | 1     | 1991          | 1991          |
| Australie      | 1       | 1     | 2003          | 2003          |
| Jamaïque       | 1       | 1     | 2009          | 2009          |